# Voisin IV
 (janvier 2020).
Le Voisin IV est un avion bombardier français biplace de la Première Guerre mondiale.

## Conception
Le Voisin IV était un biplan avec un seul moteur en configuration poussoir, développé par Voisin en 1915 avec des ailes décalées. Il différait des conceptions antérieures d'avions de combat Voisin en ayant un canon monté de 37 ou 47 mm (1,457 ou 1,850 po).